# RituAlive
RituAlive è il primo album live realizzato dalla Power Metal band brasiliana Shaman, pubblicato nel 2003.
Il disco vede numerosi ospiti d'eccezione accompagnare il gruppo nella performance; vengono omaggiati anche brani tratti dalla discografia di questi ultimi, oltre ad alcuni brani degli Angra (scritti da Andre Matos quando ancora militava nella band).

## Tracce

### CD
1. "Ancient Winds" - 3:09
2. "Here I Am" - 6:27
3. "Distant thunder" - 6:27
4. "For Tomorrow" - 6:44
5. "Time Will Come" - 5:23
6. "Over Your Head" - 7:21
7. "Fairy Tale" - 6:44
8. "Blind Spell" - 4:26
9. "Ritual" - 6:17
10. "Sign of the Cross (Avantasia)" - 3:59
11. "Pride" - 4:17
12. "Eagle Fly Free (Helloween)" - 5:28
13. "Carry On (Angra)" - 6:00

## Il video
La versione DVD contiene alcune tracce inedite rispetto al CD: “Lisbon”  e “Lasting Child” (composte da Matos  e pubblicate con gli Angra),  e gli assoli di piano, batteria e chitarra.
Le riprese sono avvenute al Credicard Hall di San Paolo, in Brasile, il 5 aprile 2003; fra gli extra: Videoclips, Making of e Photo Gallery.

## Tracce

### DVD
1. "Ancient Winds"
2. "Here I Am"
3. "Distant Thunder"
4. "For Tomorrow"
5. "Time Will Come"
6. "Lisbon (Angra)"
7. "Guitar Solo"
8. "Drum Solo"
9. "Over Your Head"
10. "Piano Solo"
11. "Fairy Tale"
12. "Blind Spell"
13. "Ritual"
14. "Sign of the Cross (Avantasia)"
15. "Pride"
16. "Carry On (Angra)"
17. "Eagle Fly Free (Helloween)"
18. "Lasting Child (Angra)"

## Formazione
- Andre Matos - voce, piano
- Hugo Mariutti - chitarre
- Luís Mariutti - basso
- Ricardo Confessori - batteria

## Ospiti
- Tobias Sammet (Edguy / Avantasia) - Voce in "Pride" e ""Sign Of The Cross"
- Sascha Paeth (Avantasia) - Chitarra in "Pride" e ""Sign Of The Cross"
- Andi Deris (Helloween) - Voce in "Eagle Fly Free"
- Michael Weikath (Helloween) - Chitarra in "Eagle Fly Free"
- George Mouzayek - Derbak in "Over Your Head"
- Marcus Viana - Violino elettrico in "Over Your Head" e "Fairy Tale